# 卡倫·馮·莫格
卡倫·馮·莫格（英語：Calum Von Moger，1990年6月9日—），澳大利亞男演員、業餘健美選手，曾獲NABBA與WFF宇宙先生殊榮。擁有奧地利及荷蘭血統，以體格魁梧、貌似阿諾·舒華辛力加見稱。

## 電影
- 《钢铁时代2（英语：Generation Iron 2）》，2017年，飾演 自己
- 《大隻佬傳奇（英语：Bigger (film)）》，2018年，飾演 阿諾·舒華辛力加[5]
- 《卡鲁姆·冯·莫格：坚不可摧》，2019年，飾演 自己[6]

## 外部連結
- 卡倫·馮·莫格在互联网电影资料库（IMDb）上的資料（英文）
- 官方网站